# زهرا خاتمی‌راد
زهرا خاتمی راد (متولد ۱۷ دسامبر ۱۹۸۱ در آخن آلمان) مجری و روزنامه‌نگار ایرانی است.

## زندگی‌نامه
زهرا خاتمی‌راد در یک خانواده ایرانی در آخن آلمان به دنیا آمد. او فعالیت خود را از سال ۱۳۸۳ در تلویزیون ایران آغاز کرد. وی دارای مدرک مهندسی کشاورزی از دانشگاه تهران و همچنین لیسانس ادبیات آلمانی از دانشگاه شهید بهشتی است.

## فعالیت تلویزیونی
او گزارشگر رسمی و مجری تلویزیون، صدا و سیما با بیش از ۱۵ سال سابقه در اجرا، روزنامه‌نگاری، طراحی برنامه‌های تلویزیونی، گویندگی، مجری رادیو و طراحی داخلی دکور برنامه‌های تلویزیونی است. وی همچنین به عنوان مجری در برنامه‌های مختلف تلویزیونی ایران از جمله: برنامه سیمای خانواده (۱۳۹۴–۱۳۹۴)، شهرآورد (۱۳۹۲)، خانه مهر (۱۳۹۹) بوده است. وی گزارشگر، روزنامه‌نگار و مجری تلویزیون در سیمای ملی ایران (۱۳۸۸ تا ۱۳۹۶)، گزارشگر ویژه برنامه‌های زنده انتخابات ریاست جمهوری (۱۳۸۸–۱۳۹۶)، گزارشگر ویژه انتخابات ریاست جمهوری (۱۳۹۵–۱۳۹۵) روزنامه‌نگاری در پروژه‌های سینمایی و تلویزیونی در تهران، مجری تلویزیون و نویسنده برنامه اجتماعی زنان دخترانه (۱۳۸۵–۱۳۸۵) نیز بوده است.

### استعفا
وی پس از ۱۵ سال فعالیت در سیمای ایران، در سال ۱۳۹۸ استعفای خود را به دلیل سقوط پرواز ۷۵۲ خطوط هوایی بین‌المللی اوکراین و حوادث آبان ماه ۱۳۹۸ در ایران از طریق صفحه رسمی اینستاگرام خود اعلام کرد. انتشار این خبر آنقدر داغ شد که مورد توجه شبکه‌های خبری فارسی‌زبان مانند صدای آمریکا، بی‌بی‌سی فارسی قرار گرفت و بازتاب زیادی پیدا کرد.